# ロレンツォ・マスケローニ
ロレンツォ・マスケローニ（Lorenzo Mascheroni、1750年5月13日 - 1800年7月14日）は、イタリアの数学者である。

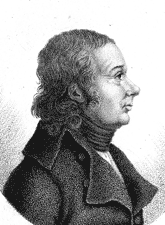
ロレンツォ・マスケローニ

## 生涯
1750年に、イタリアのロンバルディア州ベルガモで誕生した。彼は神学校で物理や数学を教えていたが、後に出身大学のパヴィア大学で数学の教授になり、学長も務めた。幼少期は主に人文科学（詩やギリシャ語）に興味を持っていた。
1790年に発表した『Adnotationes ad calculum integrale Euleri』の中でオイラー・マスケローニ定数を小数点以下32桁（後に正確なのは19桁までであることが判明した）まで計算し、その定数を初めてγと表した。なおレオンハルト・オイラーはこの定数を16桁まで計算し、記号Cを使っていた。1797年には、彼が執筆した著書『コンパスによる幾何学』の中で、定規とコンパスによる作図は、コンパスだけでもできることを証明した。しかし、1672年には既にデンマークのゲオルグ・モールが、彼の著書『ダキア人エウクレイデス』の中で同様の内容について別の証明法を残していた。1928年になって初めてその著作がドイツ語に訳されてからその記述が発見されたため、現在はモール-マスケローニの定理として知られている。
1800年にパヴィーアで亡くなった。